# Tenneco
La Tenneco è una società statunitense tra le Fortune 500, quotata alla New York Stock Exchange dal 5 novembre 1999 con simbolo "TEN". Tenneco, con sede a Lake Forest (Illinois) è un fornitore per l'industria automobilistica OEM e after-market.

## Storia
Tenneco, Inc. ha origini dalla Chicago Corporation, fondata nel 1930. Tenneco come denominazione nasce però dalla Tennessee Gas and Transmission Company, fondata nel 1940, società che si occupava di metanizzazione del territorio negli USA. Nel 1966 venne creata la Tenneco, Inc.

### Metano
Durante la seconda guerra mondiale l'industria estrattiva di metano si sviluppò nell'area degli Appalachi. Lo sviluppo della tecnologia nucleare del Progetto Manhattan a Oak Ridge (Tennessee) richiedeva grandi quantità di energia elettrica della Tennessee Valley Authority. La Chicago Corporation acquisì una licenza dalla Federal Power Commission (FPC) per creare un gasdotto dal New England. Il Tennessee Gas Pipeline, una volta di proprietà della El Paso Corporation, fa parte ora della Kinder-Morgan e TransCanada.

### Diversificazione
Negli anni '50 vengono acquisite Sterling Oil, Del-Key Petroleum e Bay Petroleum. La divisione Tennessee della Chicago Corporation acquista Tennessee Gas Transmission Company nel 1943 per la costruzione di metanodotto di 1 265 miglia (2 036 km) dal Texas al Virginia Occidentale. La prima linea fu completata nell'ottobre 1944. Altre tre linee per un totale di 3 840 miglia (6 180 km) furono completate nei successivi 15 anni per provvedere il gas a New York e New Jersey.
Nel 1966, Tennessee Gas fu incorporata come Tenneco, Inc. Tenneco si espanse in diversi business per diversificarsi. Tenneco comprò la Houston Oil & Minerals Corporation nei tardi anni '70. Tenneco costruì e gestì distributori di benzina che vennero chiusi e/o rimarchiati a metà anni '90.

#### Case Corporation
Negli anni '70, Tenneco comprò il 53% di J.I. Case posseduto dalla Kern County Land Company. Nel 1972, Tenneco comprò la David Brown Tractors Ltd. e la fuse con la J.I. Case. Nel 1984, Case comprò la International Harvester e la fuse con J.I. Case. Il marchio inizialmente fu Case International e poi Case IH. Tenneco comprò anche la Steiger Tractor nel 1986, fondendola con Case IH.
Tenneco comprò le aziende sull'orlo del fallimento per farle rinascere. Ciò funzionò bene per Newport News Shipbuilding ma fallì miseramente per le macchine agricole. Dal 1988, le perdite furono di $2 milioni al giorno. Le banche costrinsero a vendere le compagnie petrolifere.
Nel 1994 Tenneco decide di vendere le macchine agricole vendendo il 35% della Case Corporation. Nel 1996, lo spin-off di Case Corporation fu completato. L'azienda fu acquisita da FIAT nel 1999 e fusa con New Holland Agriculture creando la CNH Global.

### Consolidamento
Tenneco Inc. emerse dalla conglomerata di sei business: navi, packaging, macchine agricole e da costruzione, gas, automotive e chimica. Il settore automotive fu ceduto nel 1991 così come packaging, energia, metano, e cantieristica navale. Tutti i business eccetto l'automotive e il packaging furono disposte tra il 1994 e il 1996 (OPA, vendite, spin-off e fusioni). Nel 1999, Tenneco Packaging fu rinominata Packaging Corporation of America (Pactiv Corporation).

#### Tenneco Automotive
Dagli anni '60 Tenneco Automotive produsse marmitte in Europa, inclusa la catena "Pit Stop" in Germania. Il gruppo comprò un sito produttivo in Germania a Virnheim nel 1969, Starla nel 1974 e in Francia a Bellanger; la Harmo Industries nel 1976; in Danimarca la Lydex nel 1978.
Negli anni a seguire fino al 1997 avvenne una riorganizzazione e le attività in ambito automotive vennero poi poste nella nuova società Tenneco Automotive. Il 28 ottobre 2005 il nome cambiò da Tenneco Automotive a „Tenneco Inc.“.
Il 1º ottobre 2018 Tenneco acquisisce la Federal-Mogul.

## Controversia
Durante l'invasione russa dell'Ucraina del 2022, sono emersi rapporti che indicavano che Tenneco non si fosse unita ad altre aziende "internazionali" (principalmente occidentali) nel ritirarsi dal mercato russo. Una ricerca della Yale University, aggiornata il 28 aprile 2022, che ha identificato come le aziende stessero reagendo all'invasione russa, ha classificato Tenneco nella categoria peggiore di "Scavarsi dentro", il che significa sfidare le richieste di uscita: aziende che hanno sfidato le richieste di uscita o riduzione delle loro attività.

## Attività
Tenneco è una multinazionale con 89 stabilimenti in 26 paesi. In nord America le sedi sono in Illinois, Indiana, Michigan, Tennessee, Georgia e Ohio. In Europa è presente in Belgio, Polonia, Repubblica ceca, Germania, UK, Francia, Italia, Spagna e Portogallo. In Asia in India, Cina, Singapore e Giappone, Australia. In Africa è presente in Sudafrica.
Tenneco detiene i seguenti marchi:
- Monroe Shocks and Struts[16]
- Walker Exhaust[17]
- Rancho[18]
- DynoMax[19]
- Clevite Elastomers[20]
- Gillet[21]
- Fonos[22]
- Fric-Rot[23]
- Kinetic Suspension Technology[24]
- Thrush[25]
- DNX[26]
- Marzocchi[27]
- Axios[28]
- Lukey[29]

I prodotti vengono venduti a oltre 500 clienti after-market e a oltre 25 costruttori, incluso Audi, Chrysler, Daimler, Enfield, Fiat, Ford Motor Company, General Motors, Honda, Navistar International, Jaguar Cars, Mahindra & Mahindra, Maruti Suzuki, Mazda, Mitsubishi, Nissan, Porsche, PSA Peugeot Citroën, Renault, Škoda, Suzuki, Tata, Toyota, TVS, Volkswagen Group, Volvo, E-Z-GO.